# Sophie de Saxe (1587-1635)
Sophie de Saxe (29 avril 1587 Dresde - 9 décembre 1635 Stettin) est une membre de la branche Albertine de la Maison de Wettin. Elle est une princesse de Saxe par naissance et par mariage duchesse de Poméranie-Stettin.

## Biographie
Sophie est la fille de l'Électeur Christian Ier de Saxe (1560-1591) de son mariage avec Sophie de Brandebourg (1568-1622), la fille de l'Électeur Jean II Georges de Brandebourg.
Elle épouse le 26 août 1610, à Dresde le duc François de Poméranie-Stettin (1577-1620). Aucun enfant n'est né de ce mariage. Après la mort de François, Sophie reçoit de la ville et du district de Wolin comme son douaire. Elle administre le district durant les années difficiles de la Guerre de Trente Ans. Entre 1622 et 1626, elle construit une nouvelle résidence à Wolin, parce que l'ancien château est plutôt délabré.
Après sa mort, le fief retombe au duc Bogusław XIV de Poméranie. Cependant, tous les biens mobiliers, tels que les meubles et les stocks céréaliers, sont confisqués par l'armée suédoise, parce que la Suède est en guerre avec la Saxe et de la Suède.
Sophie est d'abord enterré dans la cité ducale crypte de Szczecin, mais, en 1650, son corps est transféré à la Sophienkirche à Dresde.